# Antonino Iaria
Antonino Iaria (Condofuri, 27 dicembre 1970) è un politico italiano, dal 13 ottobre 2022 deputato alla Camera per il Movimento 5 Stelle.

## Biografia
Nato a Condofuri (Reggio Calabria), è cresciuto nell'alta Val di Susa e sin dal 1995 vive a Torino nel quartiere Borgo Vittoria, svolgendo la professione di architetto ed è sposato con un figlio.

### Attività politica
Nel 2007 si avvicina al meetup Amici di Beppe Grillo di Torino, collaborando all'organizzazione del primo V-Day in piazza Castello e il secondo a piazza San Carlo nel 2008. Ha ricoperto vari ruoli nel Movimento 5 Stelle (M5S). Il suo primo incarico elettivo è quello di consigliere circoscrizionale di Torino, che svolge dal 2011 al 2016, mentre dal 2016 al 2019 diviene consigliere comunale di Torino. In seguito, ricopre il ruolo di assessore all’Urbanistica, Lavori pubblici ed Edilizia privata.
Tra il 2009 e il 2011 è stato attivo nelle marce No TAV, mentre alle elezioni regionali in Piemonte del 2010 si è candidato al consiglio regionale del Piemonte, risultando tuttavia non eletto.
Alle elezioni politiche anticipate del 2022 si candida alla Camera dei deputati, tra le liste del Movimento 5 Stelle nel collegio plurinominale Piemonte 1 - 01, risultando eletto deputato. Nella XIX legislatura è componente della 9ª Commissione Trasporti, poste e telecomunicazioni, della Commissione parlamentare per la semplificazione e della Commissione parlamentare d'inchiesta sulla condizioni di sicurezza e sullo stato di degrado delle città e delle loro periferie.
A settembre 2024, durante la discussione sul provvedimento per dare maggior peso al voto in condotta nelle scuole secondarie, ha fatto un intervento in cui ha preso in giro il governo Meloni.